# Международно летище Сан Хосе
Вижте пояснителната страница за други значения на Сан Хосе.
Международно летище Норман И. Минета Сан Хосе с летищен код SJC (на английски: Norman Y. Mineta San José International Airport, SJC) се намира в град Сан Хосе, щата Калифорния в района на залива на Сан Франциско, Съединени американски щати.
Летището в Сан Хосе е третото по големина от 3-те главни летища в района. Обслужва около 1/3 от пътниците на Международно летище Сан Франциско и малко по-малко от тези на Международно летище Оукланд, въпреки че Сан Хосе е най-големият град в района на залива на Сан Франциско.